# 卡伦·莫拉斯
卡伦·莫拉斯（英語：Karen Moras，1954年1月6日—），澳大利亚女子游泳运动员。她曾代表澳大利亚参加1968年和1972年夏季奥林匹克运动会游泳比赛，其中1968年奥运会获得一枚铜牌。